# Temple Church (Bristol)

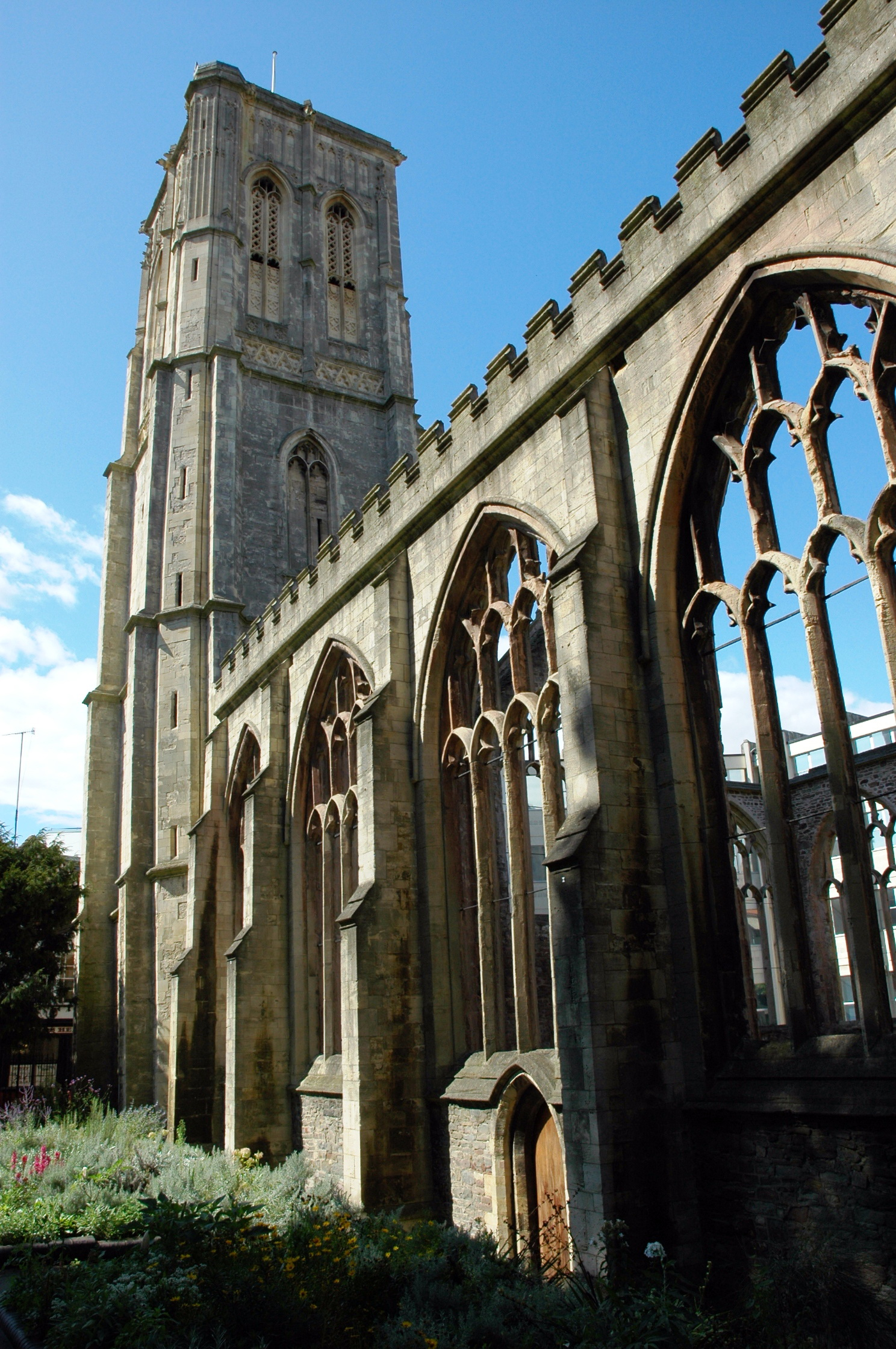
Die Temple Church von Osten

Die Temple Church in Bristol wurde im Auftrag von Robert von Gloucester (ein Sohn König Heinrichs I. von England) kurz vor dem Jahr 1147 erbaut, als er ein großes Stück Land dem Ritterorden der Templer übereignete. Nach der Auflösung des Templerordens 1312 ging die Kirche an die Ritter des Johanniterordens über. Die ursprüngliche Templerkirche wurde im 14. und 15. Jahrhundert durch das aktuelle Gebäude ersetzt. Die Kirche wurde hauptsächlich von der Bevölkerungsgemeinde genutzt.
Der geneigte Turm der Kirche wurde 1460 fertiggestellt und steht seit seiner Fertigstellung schief, seine Spitze neigt 1,64 m aus der Vertikalen nach Westen vom Hauptgebäude weg.
Die Kirche wurde im 19. und 20. Jahrhundert weiter ausgebaut, aber infolge eines Bombenangriffs auf Bristol im Zweiten Weltkrieg am 24. November 1940 brannte sie vollkommen aus.
Nach dem Krieg wurden Erhaltungsmaßnahmen ergriffen, um vor allem die große, anschauliche Rahmenkonstruktion der Arkaden am Ostende der Kanzel zu erhalten.
Die Kirche befindet sich heute in der Obhut der English Heritage.